# Starve Creek
Starve Creek är ett vattendrag i Bahamas.   Det ligger i distriktet South Eleuthera, i den östra delen av landet, 120 km öster om huvudstaden Nassau.